# Chiroptera (classification phylogénétique)
Cette page a pour objet de présenter un arbre phylogénétique des Chiroptera (Chiroptères), c'est-à-dire un cladogramme mettant en lumière les relations de parenté existant entre leurs différents groupes (ou taxa), telles que les dernières analyses reconnues les proposent. Ce n'est qu'une possibilité, et les principaux débats qui subsistent au sein de la communauté scientifique sont brièvement présentés ci-dessous, avant la bibliographie.

## Arbre phylogénétique
Le cladogramme présenté ici ne possède qu'une valeur indicative. Il n'est pas forcément consensuel, et on peut toujours se référer à la bibliographie au bas de l'article.
Le symbole ▲ renvoie à la partie immédiatement supérieure de l'arbre phylogénétique du vivant. Le signe ► renvoie à la classification phylogénétique du groupe considéré. Tout nœud de l'arbre portant plus de deux branches montre une indétermination de la phylogénie interne du groupe considéré.
Les habitudes typographiques des botanistes et des zoologistes sont différentes. Ici, par commodité de lecture, et certains groupes actuels relevant des deux domaines traditionnels, les noms de taxons supérieurs au genre sont tous écrits en caractères droits, les noms de genres ou d'espèces en italiques.
À la suite d'un taxon, sa période d'apparition, quand elle est connue, peut être indiquée suivant la légende suivante :
(Plé) : Pléistocène ; (Pli) : Pliocène ; (Mio) : Miocène ; (Oli) : Oligocène ; (Éoc) : Éocène ; (Pal) : Paléocène ; (Cré) : Crétacé ; (Jur) : Jurassique ; (Tri) : Trias ; (Per) : Permien ; (Car) : Carbonifère ; (Dév) : Dévonien ; (Sil) : Silurien ; (Ord) : Ordovicien ; (Camb) : Cambrien ; (Edi) : Édiacarien. Pour plus de précision si possible, (-) : inférieur ; (~) : moyen ; (+) : supérieur.

```
▲

└─o 
Chiroptera

  ├─o 
Yinpterochiroptera

  │ ├─o 
Rhinolophoidea

  │ └─o 
Megachiroptera

  └─o 
Yangochiroptera

    ├─o 
Emballonuroidea

    └─o
      ├─o 
Noctilionoidea

      └─o 
Vespertilionoidea
```

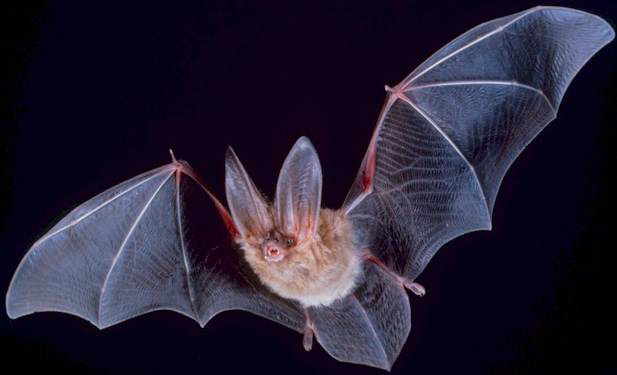
Corynorhinus townsendii (Vespertilionidae)
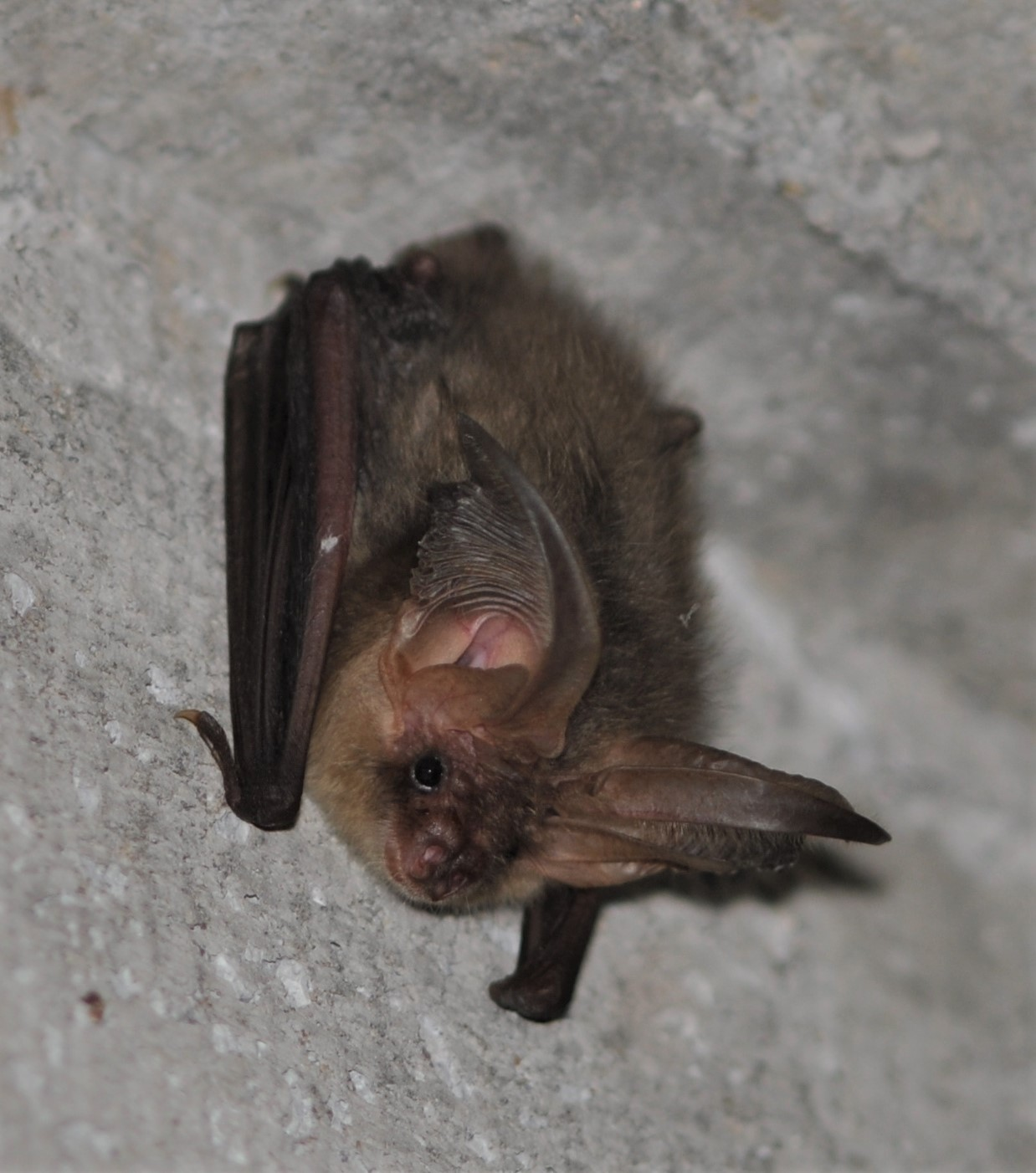
Plecotus auritus (Vespertilionidae)
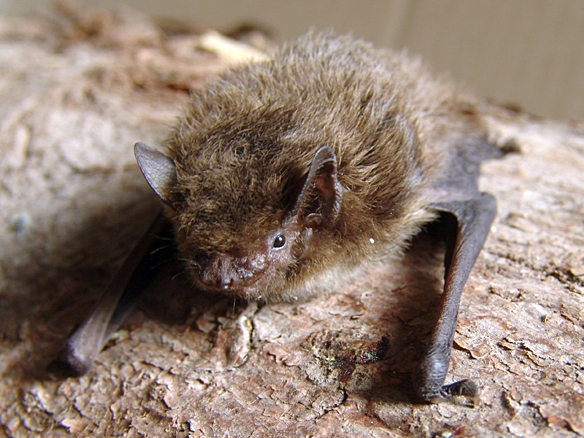
Pipistrellus nathusii (Vespertilionidae)
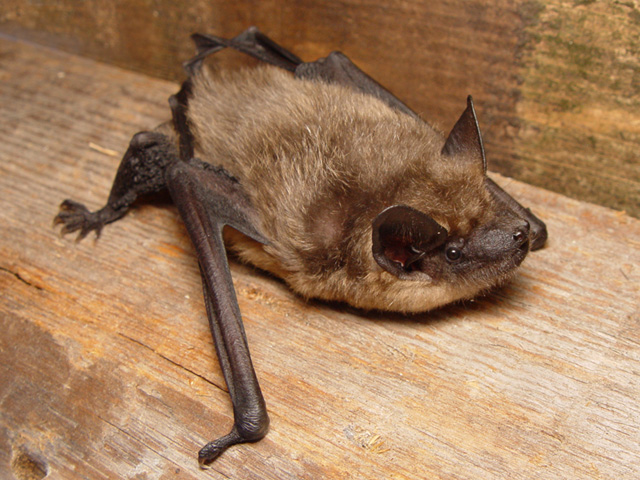
Eptesicus serotinus (Vespertilionidae)
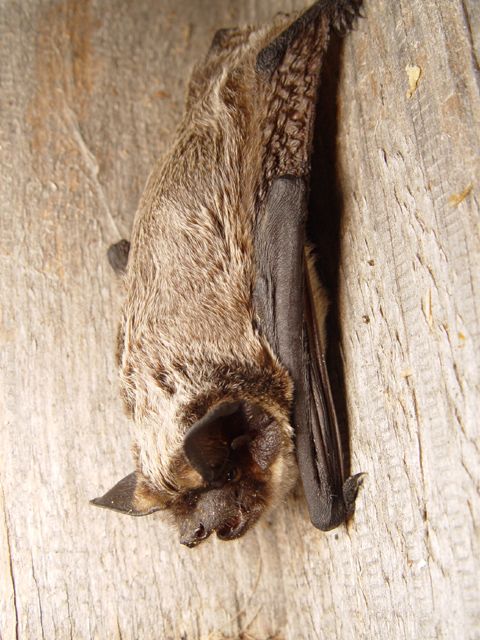
Vespertilio murinus (Vespertilionidae)

## Débat scientifique relatif à la phylogénie desChiroptera
Les analyses moléculaires ont transformé la classification des Chauves-souris, notamment la séparation entre Mégachiroptères et Microchiroptères, que certains envisageaient même comme deux taxons non liés. Les Mégachiroptères ont rejoint 4 familles de Microchiroptères au sein des Yinochiroptères, ou Yinpterochiroptera. Les familles restantes de Microchiroptères constituent les Yangochiroptères. L'arbre ci-dessus provient de Teeling et al. 2005 pour les taxons de rang élevé.

## En savoir plus

### Sources bibliographiques de référence
- Nancy B. Simmons, Kevin L. Seymour, Jörg Habersetzer et Gregg F. Gunnell : « Primitive Early Eocene bat from Wyoming and the evolution of flight and echolocation », Nature, vol. 451, 2008, pp. 818-821
- Emma C. Teeling, Mark S. Springer, Ole Madsen, Paul Bates, Stephen J. O’Brien et William J. Murphy : « A Molecular Phylogeny for Bats Illuminates Biogeography and the Fossil Record », Science, vol. 307, 2005, pp. 580-584